# Новомихайловский сельский совет (Новотроицкий район)
Новомихайловский сельский совет (укр. Новомихайлівська сільська рада) — входит в состав
Новотроицкого района
Херсонской области
Украины.
Административный центр сельского совета находится в 
с. Новомихайловка
.

## История
- 1943 — дата образования.

## Населённые пункты совета
- с. Новомихайловка
- с. Водославка
- с. Маячка